# Tony Joe White
Tony Joe White (Oak Grove (Louisiana), 23 juli 1943 – Franklin (Tennessee), 24 oktober 2018) was een Amerikaanse zanger, liedjesschrijver en gitarist die het bekendst was van zijn hits Polk Salad Annie, Rainy Night in Georgia en zijn grootste hit in Nederland Groupy girl. Hij werd gewaardeerd om zijn specifieke donkere, lage stem.

## Jeugd
Tony Joe White was de jongste van zeven kinderen en leefde op een katoenplantage in Oak Grove, Louisiana tijdens zijn kinderjaren. Zijn  eerste optredens waren tijdens schoolfeesten en nadat hij klaar was met de High school speelde hij in nachtclubs in Texas en Louisiana. In 1968 verhuisde hij naar Nashville.

## Carrière
Het eerste album van White, Black And White, werd opgenomen met David Briggs, Norbert Putnam en Jerry Carrigan, op dat album staat het wereldbekende nummer Polk Salad Annie en de cover Wichita lineman van Jimmy Webb en Glen Campbell. Soul Francisco wordt een hit in Frankrijk. Eind september 1973 werd White gevraagd door producent Huey P. Meaux om mee te werken aan de Memphis sessies (die drie dagen duurde) en zo kwam het bekende album Southern Roots van Jerry Lee Lewis tot stand. Carl Perkins, Mark Lindsay (van Paul Revere and the Raiders, Wayne Jackson en de Memphis Horns deden tijdens de sessies mee, ook speelden Booker T. & the M.G.'s na drie jaar weer samen.
In de jaren 70 en 80 toerde White samen met Creedence Clearwater Revival en James Taylor. In Europa werd White bekend door zijn livedebuut op het Isle of Wight Festival in Engeland waar ook Jimi Hendrix aanwezig was. Nadat White in 1991 de cd Closer to the Truth had gemaakt, toerde hij samen met Eric Clapton en Joe Cocker. In 1993 maakte hij het album Path Of A Decent Groove en in 1995 Lake Placid Blues. De laatstgenoemde cd kreeg twee nominaties voor "Best R & B Album" tijdens de Nashville Music Awards.
In 1999 ging White terug naar zijn roots en maakte in Louisiana One Hot July. De cd werd wederom goed verkocht. Hij ging weer op tournee door Australië en Europa. In 2008 speelde White tijdens de Europese tournee op 65-jarige leeftijd een concert in Paradiso in Amsterdam en werkte hij tevens mee aan een cd van Susan Tedeschi. De bandleden waar hij in 2008 mee toerde waren Jeff Hale op drums en Ryson Rogers op keyboard, zelf zong hij, speelde gitaar en mondharmonica.
Tony Joe White overleed in 2018 aan een hartaanval in zijn woning in Leiper's Fork, nabij Franklin (Tennessee).

## Enkele covers
- "Polk Salad Annie" werd gecoverd door Elvis Presley in 1970 in zijn eerste optreden in het Las Vegas Hilton (That's The Way It Is), in 1973 vertolkte Elvis Presley ook het nummer "For Ol' Time Sake" op het album "Fool". In 1973 nam Elvis het nummer "I've Got a Thing About You, Baby" op, dat uiteindelijk in 1974 verscheen op het album Good Times.
- In 1989 kwam Tina Turner met het album Foreign Affair uit, waar vier nummers van White op staan: Foreign Affair, Steamy Windows, You Know Who (Is Doing You Know What) en Undercover Agent For The Blues.
- Rory Gallagher heeft het lied As The Crow Flies op zijn livealbum gezongen dat gemaakt is tijdens zijn Ierse toer.
- Elkie Brooks zingt in 2005 het nummer Out Of The Rain op haar album Electric Lady  , dat als single wordt uitgebracht.

## Diversen
- White had voor de Amerikaanse McDonald's en Levi's 501 Blues jeans jingles gemaakt.
- White had een eigen muzieklabel: Swamp Records.

## Discografie

### Albums
| Album met eventuele hitnotering(en) in de Nederlandse Album Top 100 | Datum van verschijnen | Datum van binnenkomst | Hoogste positie | Aantal weken | Opmerkingen   |
| ------------------------------------------------------------------- | --------------------- | --------------------- | --------------- | ------------ | ------------- |
| Roosevelt and Ira Lee                                               | 1968                  | -                     |                 |              |               |
| Polk Salad Annie                                                    | 1968                  | -                     |                 |              |               |
| ... Continued                                                       | 1969                  | -                     |                 |              |               |
| Black and white                                                     | 1969                  | -                     |                 |              |               |
| Tony Joe                                                            | 1971                  | -                     |                 |              |               |
| Tony Joe White                                                      | 1971                  | -                     |                 |              |               |
| The train I'm on                                                    | 1972                  | -                     |                 |              |               |
| Live in Europe                                                      | 1972                  | -                     |                 |              | Livealbum     |
| Home made ice cream                                                 | 1973                  | -                     |                 |              |               |
| Eyes                                                                | 1976                  | -                     |                 |              |               |
| The real thang                                                      | 1980                  | -                     |                 |              |               |
| Dangerous                                                           | 1983                  | -                     |                 |              |               |
| Closer to the truth                                                 | 1991                  | 25-01-1992            | 20              | 16           |               |
| The path of a decent groove                                         | 1993                  | 30-10-1993            | 54              | 5            |               |
| Lake Placid blues                                                   | 1995                  | 20-05-1995            | 44              | 10           |               |
| One hot july                                                        | 1998                  | -                     |                 |              |               |
| The beginning                                                       | 2001                  | -                     |                 |              |               |
| Snakey                                                              | 2002                  | -                     |                 |              |               |
| The heroines                                                        | 2004                  | 11-09-2004            | 63              | 3            |               |
| Night of the mocassin                                               | 2004                  | -                     |                 |              |               |
| Hard to handle                                                      | 2005                  | -                     |                 |              |               |
| Live from Austin Texas                                              | 2006                  | -                     |                 |              | Livealbum     |
| Uncovered                                                           | 02-09-2006            | 09-09-2006            | 86              | 4            |               |
| Swamp music: The complete monument recordings                       | 2006                  | -                     |                 |              |               |
| Deep cuts                                                           | 09-06-2008            | -                     |                 |              |               |
| Shine                                                               | 23-09-2010            | -                     |                 |              |               |
| That on the road look                                               | 23-09-2010            | -                     |                 |              | Live          |
| Collected                                                           | 24-02-2012            | 03-03-2012            | 13              | 11           | Verzamelalbum |
| Hoodoo                                                              | 2013                  | -                     |                 |              |               |
| Rain crow                                                           | 2016                  | -                     |                 |              |               |
| Bad mouthin'                                                        | 2018                  | -                     |                 |              |               |
| Smoke from the chimney                                              | 2021                  | -                     |                 |              |               |

| Album met hitnotering(en) in de Vlaamse Ultratop 200 albums | Datum van verschijnen | Datum van binnenkomst | Hoogste positie | Aantal weken | Opmerkingen |
| ----------------------------------------------------------- | --------------------- | --------------------- | --------------- | ------------ | ----------- |
| The heroines                                                | 2004                  | 18-09-2004            | 37              | 4            |             |
| Uncovered                                                   | 2006                  | 23-09-2006            | 88              | 2            |             |
| Deep cuts                                                   | 2008                  | 21-06-2008            | 84              | 1            |             |

### Singles
| Single met eventuele hitnotering(en) in de Nederlandse Top 40 | Datum van verschijnen | Datum van binnenkomst | Hoogste positie | Aantal weken | Opmerkingen                 |
| ------------------------------------------------------------- | --------------------- | --------------------- | --------------- | ------------ | --------------------------- |
| Roosevelt and Ira Lee (Night of the moccasin)                 | 1969                  | 15-11-1969            | tip7            | -            |                             |
| Groupy girl                                                   | 1970                  | 28-03-1970            | 14              | 5            | Nr. 12 in de Single Top 100 |
| Delta love                                                    | 1971                  | 04-12-1971            | tip14           | -            |                             |
| Soulful eyes                                                  | 1977                  | 14-05-1977            | tip11           | -            |                             |
| Good in blues                                                 | 1992                  | 22-02-1992            | 38              | 3            | Nr. 46 in de Single Top 100 |

- Bibsys: 3089664
- Biblioteca Nacional de España: XX1159467
- Bibliothèque nationale de France: cb13901133m (data)
- Gemeinsame Normdatei: 134648145
- International Standard Name Identifier: 0000 0000 8166 2196
- Library of Congress Control Number: n92105242
- Nationale Bibliotheek van Letland: 000097034
- MusicBrainz: 810af667-6a1f-40df-87a9-27f726cba4f3
- Nationale Bibliotheek van Israël: 987007330465905171
- Nederlandse Thesaurus van Auteursnamen: 094676496
- Système universitaire de documentation: 088520854
- Virtual International Authority File: 93608861
- WorldCat: E39PBJhH7mWDpjQgXydv7Bk7HC